# 島為男
島 為男（しま ためお、1891年1月27日 - 1988年1月30日）は、日本の教育者。
大分県に生まれる。高等小学校卒業後、代用教員となる。1915年、大分師範学校卒、教員ののち広島文理科大学で研究、熊本第二師範学校で教えたのち、1929年に上京、成城学園教授。教育雑誌を刊行して戦後に及ぶ。綴り方、ベルクソン、マルクス主義、社会科教育、夏目漱石など関心は幅広く、『草枕』の那美のモデルが前田案山子の娘であることを初めて指摘した。
息子に嶋広二（日本大学生産工学部教授）、嶋悦三（東京大学地震研究所教授）、島澄（きよし、文化人類学、武蔵大学教授）。

## 著書
- ベルクソン哲学と現代教育 大同館書店 1926
- 夏目さんの人及思想 大同館書店 1927
- 文検の一年通過受験法 修身科・教育科 モナス 1928
- 文検修身科問題解義 第一回より現在まで 富田義雄共著 モナス 1932
- 文部省中等教員検定試験公民科全試験問題解答 精神文化学会 1941
- 永福寺夜々 精神文化学会 1942
- 社会科教育の諸問題 中和書院 1948
- 社会科教科書の理解と指導 新教科書はどう扱うか 中和出版社 1951
- 青年の倫理 今日の社会を生きる 扇出版 1956
- 人間形成入門 いずみ書房 1963
- 宮本百合子 抵抗に生きた大正精神 桜楓社 1967
- 明治百年教育史 その人間形成史論 日本教図 1968
- 私伝夏目漱石 人間漱石解体の試み いずみ出版 1972
- 漱石の恋人考 みき書房 1975
- 教壇・七十余年の春秋 みき書房 1977.10
- 夏目さんの人及思想 日本図書センター 1990.3 (近代作家研究叢書)

## 翻訳
- 米国の新学校プラツゥーン・プラン学校 米国デツロイト教育局編 モナス 1924

## 参考
- 「教壇・七十余年の春秋」